# Nederlandse hockeyploeg (vrouwen)
De Nederlandse hockeyploeg is het team van vrouwelijke hockeyers dat Nederland vertegenwoordigt op internationale toernooien. De Nederlandse damesploeg is de meest succesvolle ploeg aller tijden op het Europees kampioenschap hockey
met twaalf titels en het wereldkampioenschap hockey met negen FIH-titels en drie IFWHA-titels. Daarnaast won het zevenmaal de Champions Trophy (samen met Argentinië mede-recordhouder), tweemaal de Hockey World League, viermaal de Hockey Pro League en won het vijfmaal goud op de Olympische Spelen. Hiermee is het qua Olympische titels recordhouder. Raoul Ehren werd in september 2024 als bondscoach aangewezen.

## Geschiedenis

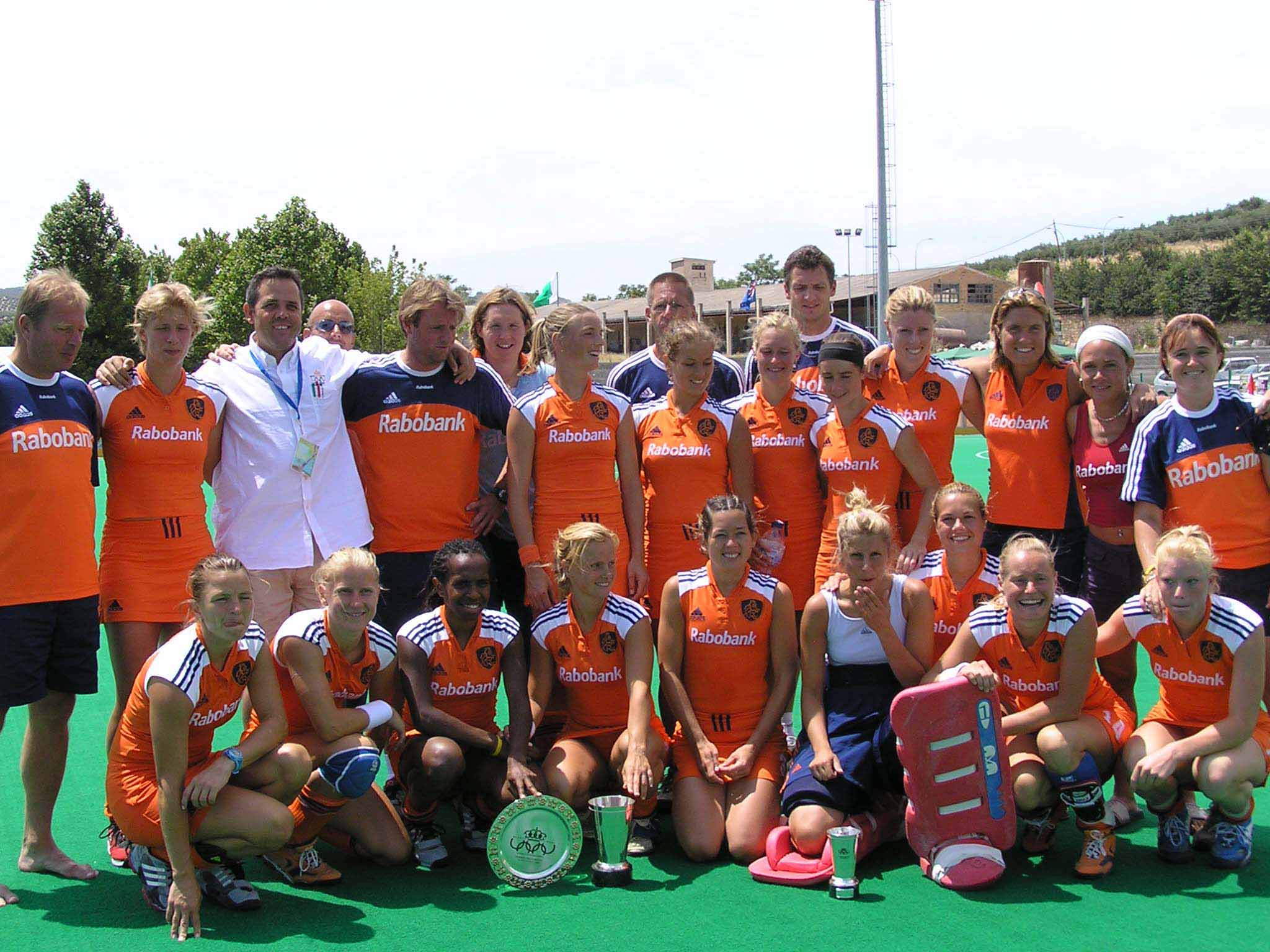
Nederlands vrouwenteam in Alcalá la Real, Jaén, Spanje (2004)

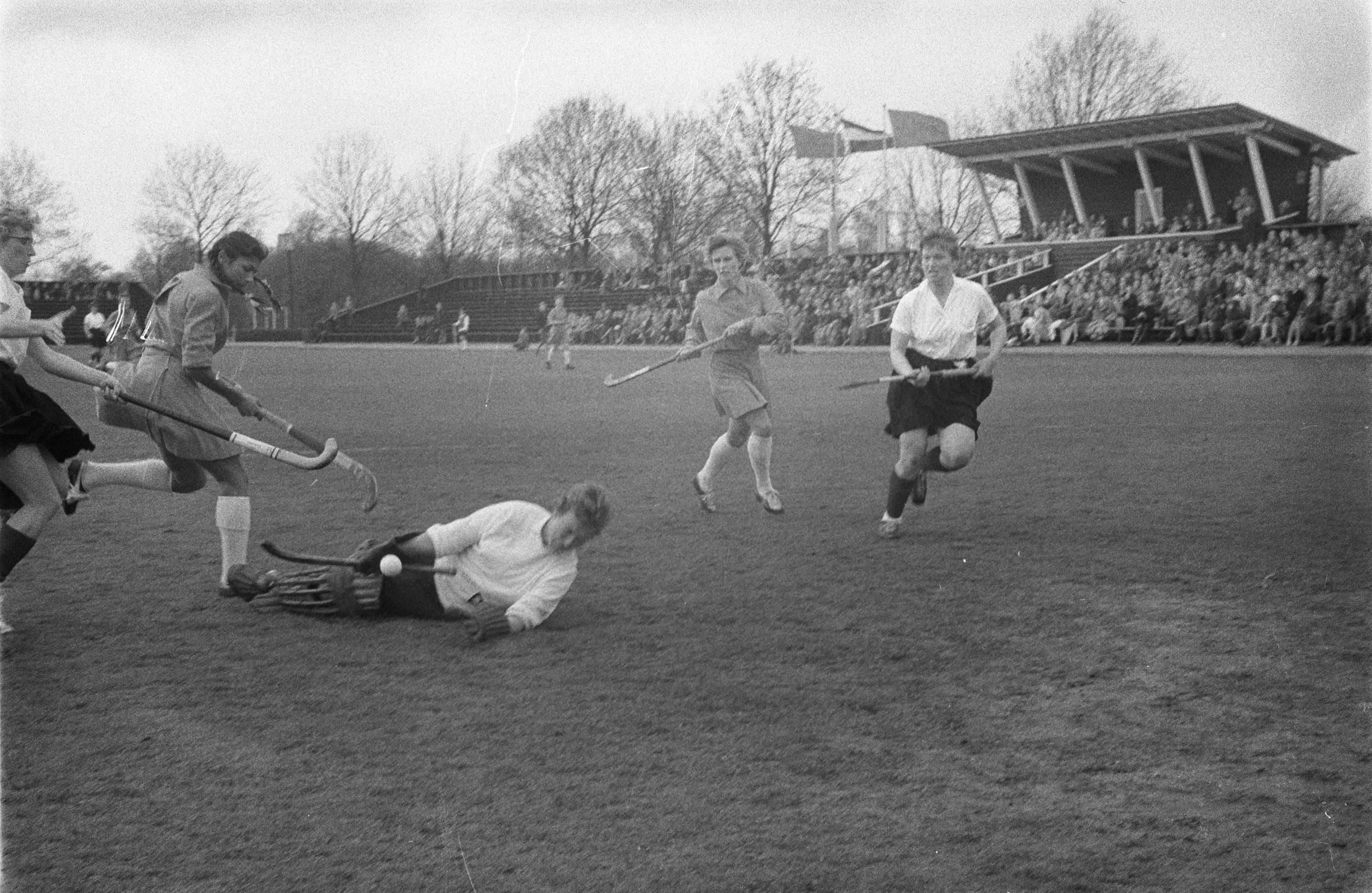
Nederland tegen Duitsland in 1960

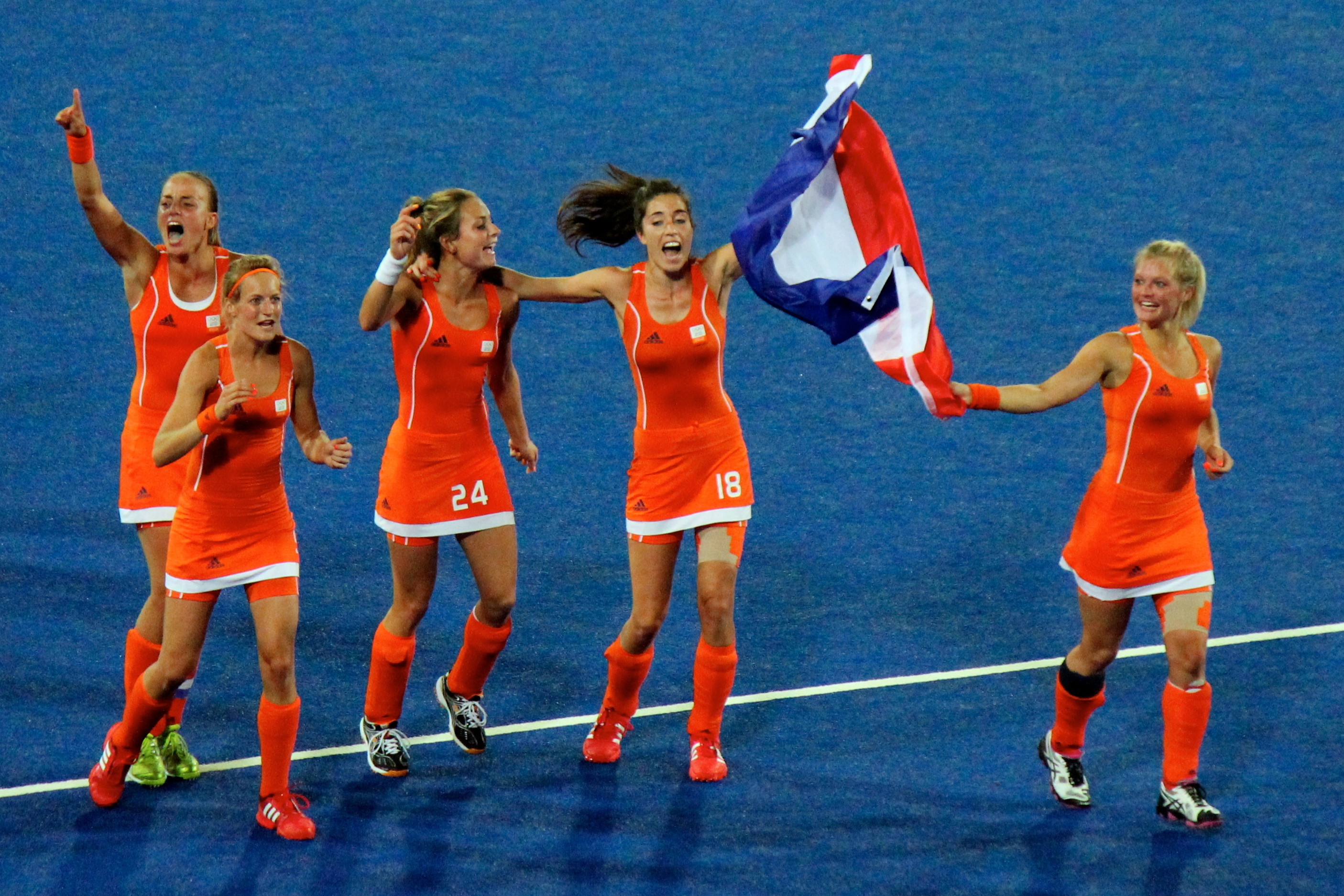
Vreugde na het winnen van de finale tijdens de Olympische Spelen in 2012.

Nederland speelt van oudsher een dominante rol in het vrouwenhockey, dat tegen het einde van de negentiende eeuw langzaam maar zeker op gang kwam. Omdat het in de nadagen van het victoriaanse tijdperk onmogelijk was dat een dergelijke en van oorsprong Engelse sport zowel door mannen als door vrouwen werden beoefend binnen één vereniging, ontstonden gaandeweg zelfstandige dameshockeyclubs.
Op 16 oktober 1911 volgde de oprichting van een eigen bond: de Nederlandse Dames Hockey Bond (NDHB). Een kleine en vrijblijvende competitie met deelname van acht clubs ging van start, waarbij tot 1927 gespeeld werd volgens de zogeheten 'Nederlandse regels'. Net als de mannen gingen de vrouwen een jaar later over op de toen internationaal geldende spelreglementen.
Op last van de Duitse bezetter sloot de NDHB zich tijdens de Tweede Wereldoorlog aan bij de Koninklijke Nederlandse Hockey Bond (KNHB), met als gevolg dat de voorzitster van de damesbond het eerste vrouwelijke bestuurslid van de KNHB werd. Een fusie tussen beide organen volgde in 1954. Drie jaar eerder, in 1951, nam Nederland het voortouw met het organiseren van het eerste internationale vrouwentoernooi, met deelname van Franse en Zwitserse teams. In de jaren vijftig en zestig deed het Nederlandse vrouwenteam mee aan tal van mondiale toernooien.
Probleem was het bestaan van twee elkaar min of meer beconcurrerende en overkoepelende organisaties, met enerzijds de wereldhockeybond FIH en anderzijds de International Federation of Women's Hockey Associations (IFWHA). De laatste was begin van de eeuw op initiatief van Groot-Brittannië ontstaan, en organiseerde vanaf 1930 om de vier jaar een groot internationaal toernooi. Nederland (NDHB) sloot zich in 1930 aan bij de IFWHA.
In 1971 won Nederland in Auckland (Nieuw-Zeeland) het eerste officiële wereldkampioenschap van de IFWHA. Drie jaar later, in het beroemde Wembley-stadion in Londen, won het nationale elftal voor de eerste keer in de hockeygeschiedenis van de tot dan toe oppermachtige collega's uit Engeland. Maar als de vrouwen ooit wilden meedoen aan de Olympische Spelen, dan moest sprake zijn van eenheid. In 1973 volgde de eerste toenadering tussen de FIH en de IFWHA, waarna vijf jaar later de samenwerking tussen beide organen van de grond kwam. In 1982 ging de IFWHA uiteindelijk officieel op in de FIH, en was sprake van de door het IOC zo gewenste eenheid. Vrouwenhockey stond in 1980, bij de Olympische Spelen in Moskou, voor het eerst op het olympisch programma. De Nederlandse dameshockeyploeg ontbrak in de Russische hoofdstad vanwege de internationale boycot.
In oktober 2015 stelde de KNHB Alyson Annan aan als bondscoach, zij was succesvol leidde Oranje o.a. naar één wereldtitel, drie Europese titels en Olympisch Goud in Tokio. Na de Olympische Spelen in 2021 kwamen berichten van een angstcultuur naar buiten. Hierop stelde de KNHB een onderzoek in. Op 12 januari 2022 meldde de KNHB dat ze de samenwerking met bondscoach Alyson Annan per direct stopzette vanwege de angstcultuur. De bond en Annan zouden van mening verschillen over de aanpak van het probleem. Speelster reageerde wisselend op het vertrek. De KNHB stelde Jamilon Mülders aan als interim-bondscoach.

## Prestaties op eindrondes

### Veldhockey
| Jaar | Champions Trophy        | Europees kampioenschap  | Olympische Spelen      | Wereldkampioenschap           | Hockey World League Hockey Pro League |
| ---- | ----------------------- | ----------------------- | ---------------------- | ----------------------------- | ------------------------------------- |
| 1971 |                         |                         |                        | IFWHA WK 1971 Auckland        |                                       |
| 1972 |                         |                         |                        | WK 1972 Barcelona             |                                       |
| 1974 |                         |                         |                        | WK 1974 Mandelieu             |                                       |
| 1975 |                         |                         |                        | 4e IFWHA WK 1975 Edinburgh    |                                       |
| 1976 |                         |                         |                        | WK 1976 West-Berlijn          |                                       |
| 1978 |                         |                         |                        | WK 1978 Madrid                |                                       |
| 1979 |                         |                         |                        | IFWHA WK 1979 Vancouver       |                                       |
| 1980 |                         |                         | boycot OS 1980 Moskou  |                               |                                       |
| 1981 |                         |                         |                        | WK 1981 Buenos Aires          |                                       |
| 1983 |                         |                         |                        | WK 1983 Kuala Lumpur          |                                       |
| 1984 |                         | EK 1984 Rijsel          | OS 1984 Los Angeles    |                               |                                       |
| 1985 |                         |                         |                        |                               |                                       |
| 1986 |                         |                         |                        | WK 1986 Amstelveen            |                                       |
| 1987 | CT 1987 Amstelveen      | EK 1987 Londen          |                        |                               |                                       |
| 1988 |                         |                         | OS 1988 Seoel          |                               |                                       |
| 1989 | 5e CT 1989 Frankfurt    |                         |                        |                               |                                       |
| 1990 |                         |                         |                        | WK 1990 Sydney                |                                       |
| 1991 | CT 1991 Berlijn         | 4e EK 1991 Brussel      |                        |                               |                                       |
| 1992 |                         |                         | 6e OS 1992 Barcelona   |                               |                                       |
| 1993 | CT 1993 Amstelveen      |                         |                        |                               |                                       |
| 1994 |                         |                         |                        | 6e WK 1994 Dublin             |                                       |
| 1995 | geen deelname           | EK 1995 Amstelveen      |                        |                               |                                       |
| 1996 |                         |                         | OS 1996 Atlanta        |                               |                                       |
| 1997 | CT 1997 Berlijn         |                         |                        |                               |                                       |
| 1998 |                         |                         |                        | WK 1998 Utrecht               |                                       |
| 1999 | CT 1999 Brisbane        | EK 1999 Keulen          |                        |                               |                                       |
| 2000 | CT 2000 Amstelveen      |                         | OS 2000 Sydney         |                               |                                       |
| 2001 | CT 2001 Amstelveen      |                         |                        |                               |                                       |
| 2002 | CT 2002 Macau           |                         |                        | WK 2002 Perth                 |                                       |
| 2003 | CT 2003 Sydney          | EK 2003 Barcelona       |                        |                               |                                       |
| 2004 | CT 2004 Rosario         |                         | OS 2004 Athene         |                               |                                       |
| 2005 | CT 2005 Canberra        | EK 2005 Dublin          |                        |                               |                                       |
| 2006 | CT 2006 Amstelveen      |                         |                        | WK 2006 Madrid                |                                       |
| 2007 | CT 2007 Quilmes         | EK 2007 Manchester      |                        |                               |                                       |
| 2008 | CT 2008 Mönchengladbach |                         | OS 2008 Peking         |                               |                                       |
| 2009 | CT 2009 Sydney          | EK 2009 Amstelveen      |                        |                               |                                       |
| 2010 | CT 2010 Nottingham      |                         |                        | WK 2010 Rosario               |                                       |
| 2011 | CT 2011 Amstelveen      | EK 2011 Mönchengladbach |                        |                               |                                       |
| 2012 | CT 2012 Rosario         |                         | OS 2012 Londen         |                               |                                       |
| 2013 |                         | EK 2013 Boom            |                        |                               | HWL 2012-13                           |
| 2014 | CT 2014 Mendoza         |                         |                        | WK 2014 Den Haag              |                                       |
| 2015 |                         | EK 2015 Londen          |                        |                               | 5e HWL 2014-15                        |
| 2016 | CT 2016 Londen          |                         | OS 2016 Rio de Janeiro |                               |                                       |
| 2017 |                         | EK 2017 Amstelveen      |                        |                               | HWL 2016-17                           |
| 2018 | CT 2018 Changzhou       |                         |                        | WK 2018 Londen                |                                       |
| 2019 |                         | EK 2019 Antwerpen       |                        |                               | HPL 2019                              |
| 2021 |                         | EK 2021 Amstelveen      | OS 2020 Tokio          |                               | HPL 2020                              |
| 2022 |                         |                         |                        | WK 2022 / Amstelveen/Terrassa | HPL 2022                              |
| 2023 |                         | EK 2023 Mönchengladbach |                        |                               | HPL 2023                              |
| 2024 |                         |                         | OS 2024 Parijs         |                               | HPL 2024                              |
| 2025 |                         | EK 2025 Mönchengladbach |                        |                               | HPL 2025                              |

### Zaalhockey
- Wereldkampioenschap indoor:
  - WK 2023 (Pretoria, Zuid-Afrika): 
  - WK 2018 (Berlijn, Duitsland): 
  - WK 2015 (Leipzig, Duitsland): 
  - WK 2011 (Poznań, Polen): 
  - WK 2007 (Wenen, Oostenrijk): 
  - WK 2003 (Leipzig, Duitsland):
- Europees kampioenschap indoor:
  - EK 2022 (Hamburg, Duitsland): 
  - EK 2020 (Minsk, Wit-Rusland): 
  - EK 2018 (Praag, Tsjechië): 
  - EK 2016 (Minsk, Wit-Rusland): 
  - EK 2014 (Praag, Tsjechië): 
  - EK 2012 (Leipzig, Duitsland): 4e
  - EK 2010 (Duisburg, Duitsland): 4e
  - EK 2008 (Almeria, Spanje): 
  - EK 2006 (Eindhoven, Nederland): 
  - EK 2004 (Eindhoven, Nederland): 
  - EK 1987 (Bad Neuenahr-Ahrweiler, Duitsland): 
  - EK 1984 (Londen, Engeland): 
  - EK 1977 (Brussel, België): 
  - EK 1974 (Arras, Frankrijk):

### Meeste interlands

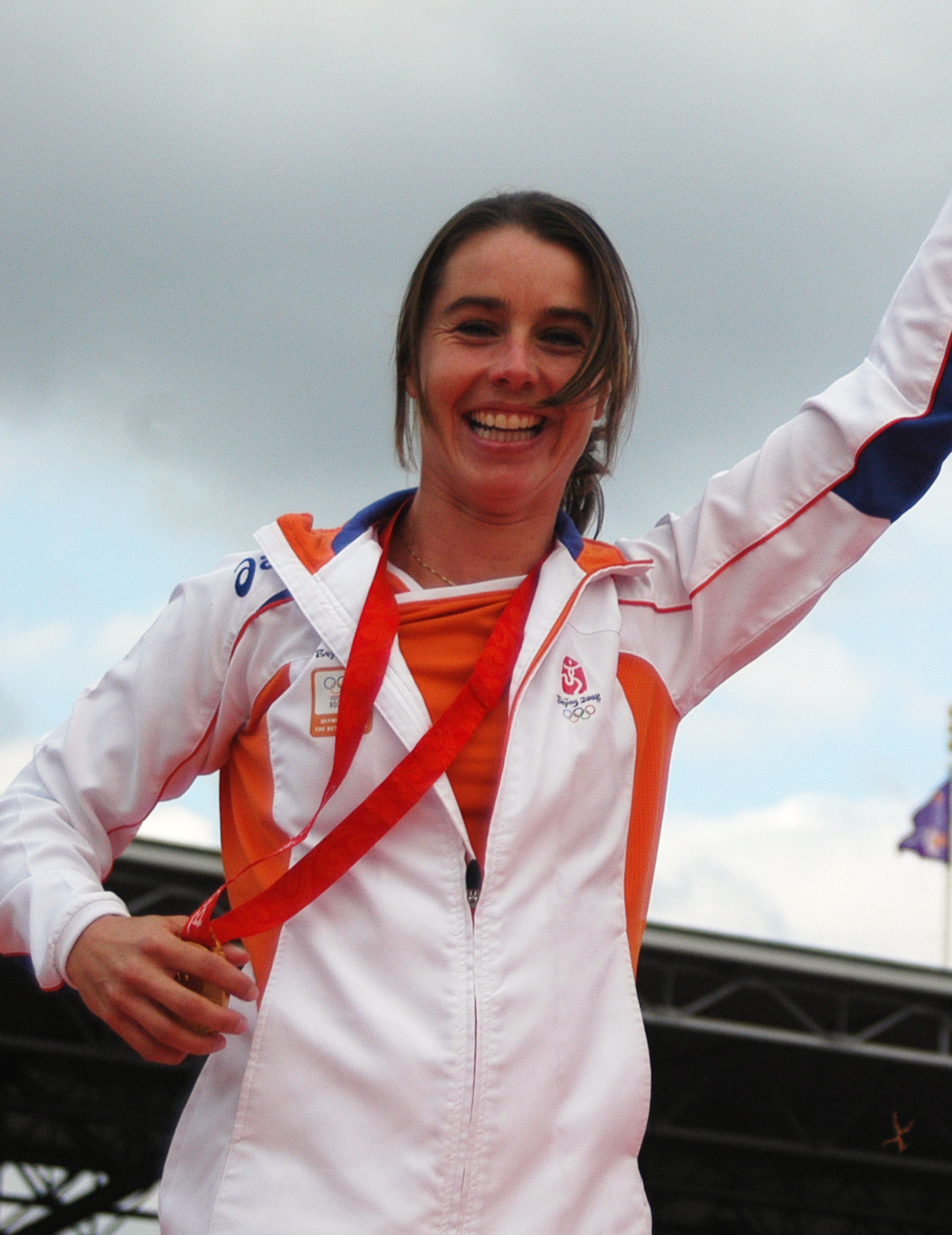
Minke Smabers speelde de meeste interlands voor Nederland

## Selectie
Joosje Burg · 
Pien Dicke · 
Fay van der Elst · 
Luna Fokke · 
Yibbi Jansen · 
Marleen Jochems · 
Josine Koning (K) · 
Sanne Koolen · 
Pam van der Laan · 
Renée van Laarhoven ·  
Frédérique Matla · 
Freeke Moes · 
Lisa Post · 
Pien Sanders (C) · 
Marijn Veen · 
Anne Veenendaal (K) · 
Danique van der Veerdonk . 
Xan de Waard . 
Coach: Raoul Ehren

### Voorgaande selecties
Joosje Burg · 
Pien Dicke · 
Fay van der Elst · 
Luna Fokke · 
Yibbi Jansen · 
Marleen Jochems · 
Josine Koning (K) · 
Sanne Koolen · 
Pam van der Laan · 
Renée van Laarhoven ·  
Frédérique Matla · 
Freeke Moes · 
Lisa Post · 
Pien Sanders (C) · 
Marijn Veen · 
Anne Veenendaal (K) · 
Danique van der Veerdonk . 
Xan de Waard . 
Coach: Raoul Ehren
Felice Albers ·  
Joosje Burg  ·  
Pien Dicke ·  
Luna Fokke ·  
Yibbi Jansen ·  
Marleen Jochems ·  
Sanne Koolen ·  
Renée van Laarhoven ·  
Frédérique Matla ·  
Freeke Moes ·  
Laura Nunnink ·  
Lisa Post ·  
Pien Sanders ·  
Marijn Veen ·  
Anne Veenendaal (K) ·  
Maria Verschoor ·  
Xan de Waard  ·  
Coach: Paul van Ass
Felice Albers · 
Joosje Burg · 
Pien Dicke · 
Luna Fokke · 
Margot van Geffen · 
Yibbi Jansen · 
Josine Koning · 
Sanne Koolen · 
Renée van Laarhoven · 
Frédérique Matla · 
Freeke Moes · 
Laura Nunnink · 
Lisa Post · 
Pien Sanders · 
Marijn Veen · 
Anne Veenendaal · 
Maria Verschoor · 
Xan de Waard · 
Coach: Paul van Ass
1: Anne Veenendaal (GK) ·
3: Sanne Koolen ·
4: Freeke Moes ·
6: Laurien Leurink ·
7: Xan de Waard (C) ·
8: Marloes Keetels (C) ·
10: Felice Albers ·
11: Maria Verschoor ·
12: Lidewij Welten ·
15: Frédérique Matla ·
18: Pien Sanders (C) · 20: Laura Nunnink · 22: Josine Koning (GK) · 23: Margot van Geffen · 24: Eva de Goede · 26: Joosje Burg (R) · 27: Renée van Laarhoven · 31: Sabine Plönissen · 33: Yibbi Jansen · 38: Lisa Post (R) · Coach: Jamilon Mülders
Felice Albers · 
Margot van Geffen ·  
Eva de Goede · 
Marloes Keetels · 
Josine Koning · 
Sanne Koolen · 
Laurien Leurink · 
Caia van Maasakker · 
Frédérique Matla ·  
Laura Nunnink · 
Malou Pheninckx · 
Pien Sanders ·  
Lauren Stam · 
Maria Verschoor · 
Xan de Waard · 
Lidewij Welten · 
Coach: Alyson Annan
1: Anne Veenendaal (GK) ·
3: Sanne Koolen ·
5: Malou Pheninckx ·
6: Laurien Leurink ·
8: Marloes Keetels ·
11: Maria Verschoor ·
13: Caia van Maasakker ·
15: Frédérique Matla ·
18: Pien Sanders ·
20: Laura Nunnink ·
21: Lauren Stam · 22: Josine Koning (GK) · 23: Margot van Geffen · 24: Eva de Goede (C) · 29: Stella van Gils · 33: Ilse Kappelle · 34: Pien Dicke · 35: Felice Albers · Coach: Alyson Annan
1: Anne Veenendaal (GK) ·
3: Sanne Koolen ·
5: Malou Pheninckx ·
6: Laurien Leurink ·
7: Xan de Waard ·
8: Marloes Keetels ·
10: Kelly Jonker ·
11: Maria Verschoor ·
12: Lidewij Welten ·
13: Caia van Maasakker ·
15: Frédérique Matla · 17: Ireen van den Assem · 19: Marijn Veen · 20: Laura Nunnink · 21: Lauren Stam · 22: Josine Koning (GK) · 23: Margot van Geffen · 24: Eva de Goede (C) · Coach: Alyson Annan
1: Anne Veenendaal (GK) ·
3: Sanne Koolen ·
4: Kitty van Male ·
5: Malou Pheninckx ·
6: Laurien Leurink ·
7: Xan de Waard ·
8: Marloes Keetels ·
9: Carlien Dirkse van den Heuvel (C) ·
10: Kelly Jonker ·
12: Lidewij Welten ·
13: Caia van Maasakker · 15: Frédérique Matla · 17: Ireen van den Assem · 20: Laura Nunnink · 21: Lauren Stam · 22: Josine Koning (GK) · 23: Margot van Geffen · 24: Eva de Goede · Coach: Alyson Annan
1: Anne Veenendaal (GK) ·
4: Kitty van Male ·
5: Malou Pheninckx ·
6: Laurien Leurink ·
7: Xan de Waard ·
8: Marloes Keetels (C) ·
9: Carlien Dirkse van den Heuvel ·
10: Kelly Jonker ·
11: Maria Verschoor ·
12: Lidewij Welten ·
13: Caia van Maasakker · 15: Frédérique Matla · 17: Ireen van den Assem · 18: Pien Sanders · 20: Laura Nunnink · 21: Lauren Stam · 22: Josine Koning (GK) · 23: Margot van Geffen · Coach: Alyson Annan
Naomi van As · 
Willemijn Bos · 
Carlien Dirkse van den Heuvel · 
Margot van Geffen · 
Eva de Goede · 
Ellen Hoog · 
Kelly Jonker · 
Marloes Keetels · 
Laurien Leurink · 
Caia van Maasakker · 
Kitty van Male · 
Maartje Paumen · 
Joyce Sombroek · 
Maria Verschoor · 
Xan de Waard · 
Lidewij Welten ·
Coach: Alyson Annan
1: Joyce Sombroek (GK) ·
3: Xan de Waard ·
7: Willemijn Bos ·
8: Marloes Keetels ·
9: Carlien Dirkse van den Heuvel ·
10: Kelly Jonker ·
11: Maria Verschoor ·
12: Lidewij Welten ·
13: Caia van Maasakker ·
17: Maartje Paumen (C) ·
18: Naomi van As · 19: Ellen Hoog · 20: Laura Nunnink · 23: Margot van Geffen · 24: Eva de Goede · 28: Ginella Zerbo · 30: Anne Veenendaal (GK) · 29: Valerie Magis · Coach: Sjoerd Marijne
1: Joyce Sombroek (GK) ·
2: Frederique Derkx ·
3: Xan de Waard ·
7: Willemijn Bos ·
8: Marloes Keetels ·
9: Carlien Dirkse van den Heuvel ·
10: Kelly Jonker ·
12: Lidewij Welten ·
13: Caia van Maasakker ·
17: Maartje Paumen (C) ·
18: Naomi van As · 19: Ellen Hoog · 22: Larissa Meijer (GK) · 23: Kim Lammers · 24: Eva de Goede · 26: Roos Drost · 29: Jacky Schoenaker · 30: Margot van Geffen · Coach: Max Caldas
Marilyn Agliotti · 
Naomi van As · 
Merel de Blaey · 
Carlien Dirkse van den Heuvel · 
Margot van Geffen · 
Maartje Goderie · 
Eva de Goede · 
Ellen Hoog · 
Kelly Jonker · 
Kim Lammers · 
Caia van Maasakker · 
Kitty van Male · 
Maartje Paumen · 
Sophie Polkamp · 
Joyce Sombroek · 
Lidewij Welten ·
Coach: Max Caldas
1: Floortje Engels (GK) ·
5: Carlien Dirkse van den Heuvel ·
8: Marieke Mattheussens ·
9: Wieke Dijkstra ·
11: Maartje Goderie ·
10: Kelly Jonker ·
13: Minke Smeets ·
12: Lidewij Welten ·
15: Janneke Schopman (C) ·
17: Maartje Paumen ·
18: Naomi van As · 19: Ellen Hoog · 21: Sophie Polkamp · 23: Kim Lammers · 24: Eva de Goede · 26: Michelle van der Pols · 22: Joyce Sombroek (GK) · 27: Marilyn Agliotti · Coach: Herman Kruis
Marilyn Agliotti · 
Naomi van As · 
Minke Booij · 
Wieke Dijkstra · 
Miek van Geenhuizen · 
Maartje Goderie · 
Eva de Goede · 
Ellen Hoog · 
Fatima Moreira de Melo · 
Eefke Mulder · 
Maartje Paumen · 
Sophie Polkamp · 
Lisanne de Roever · 
Janneke Schopman · 
Minke Smabers · 
Lidewij Welten ·
Coach: Marc Lammers
1: Lisanne de Roever (GK) ·
3: Eefke Mulder ·
4: Fatima Moreira de Melo ·
5: Jiske Snoeks ·
9: Wieke Dijkstra ·
7: Miek van Geenhuizen ·
11: Maartje Goderie ·
10: Sylvia Karres ·
13: Minke Smabers ·
14: Minke Booij (C) ·
15: Janneke Schopman · 16: Chantal de Bruijn · 17: Maartje Paumen · 19: Ellen Hoog · 20: Eveline de Haan (GK) · 21: Sophie Polkamp · 18: Naomi van As · 23: Kim Lammers · Coach: Marc Lammers
Minke Booij · 
Ageeth Boomgaardt · 
Chantal de Bruijn · 
Mijntje Donners · 
Miek van Geenhuizen · 
Sylvia Karres · 
Lieve van Kessel · 
Fatima Moreira de Melo · 
Eefke Mulder · 
Lisanne de Roever · 
Maartje Scheepstra · 
Janneke Schopman · 
Clarinda Sinnige · 
Minke Smabers · 
Jiske Snoeks · 
Macha van der Vaart ·
Coach: Marc Lammers
1: Clarinda Sinnige (GK) ·
2: Lisanne de Roever (GK) ·
3: Macha van der Vaart ·
4: Fatima Moreira de Melo ·
7: Miek van Geenhuizen ·
6: Maartje Scheepstra ·
10: Mijntje Donners (C) ·
8: Karlijn Petri ·
11: Ageeth Boomgaardt ·
13: Minke Smabers ·
14: Ellis Verbakel · 15: Janneke Schopman · 16: Chantal de Bruijn · 19: Aniek van Hees · 21: Lieve van Kessel · 23: Kim Lammers · 18: Minke Booij · 24: Femke Kooijman · Coach: Marc Lammers
Dillianne van den Boogaard · 
Minke Booij · 
Ageeth Boomgaardt · 
Julie Deiters · 
Mijntje Donners · 
Fleur van de Kieft · 
Fatima Moreira de Melo · 
Clarinda Sinnige · 
Hanneke Smabers · 
Minke Smabers · 
Margje Teeuwen · 
Carole Thate · 
Daphne Touw · 
Macha van der Vaart · 
Myrna Veenstra · 
Suzan van der Wielen ·
Coach: Tom van 't Hek
1: Clarinda Sinnige (GK) ·
2: Daphne Touw (GK) ·
3: Inge van den Broek ·
4: Julie Deiters ·
5: Ellen Dubbeldam-Kuipers ·
6: Jeannette Lewin ·
7: Hanneke Smabers ·
8: Dillianne van den Boogaard ·
9: Margje Teeuwen ·
10: Mijntje Donners ·
11: Ageeth Boomgaardt · 12: Fatima Moreira de Melo · 13: Minke Smabers · 14: Carole Thate (C) · 15: Fleur van de Kieft · 16: Suzan van der Wielen · Coach: Tom van 't Hek
Dillianne van den Boogaard · 
Mijntje Donners · 
Willemijn Duyster · 
Stella de Heij · 
Noor Holsboer · 
Fleur van de Kieft · 
Nicky Koolen · 
Ellen Kuipers · 
Jeannette Lewin · 
Suzanne Plesman · 
Wietske de Ruiter · 
Florentine Steenberghe · 
Margje Teeuwen · 
Carole Thate · 
Jacqueline Toxopeus · 
Suzan van der Wielen ·
Coach: Tom van 't Hek
1: Daphne Touw (GK) ·
2: Carien van Haeringen (GK) ·
3: Machteld Derks ·
4: Willemijn Duyster ·
5: Margje Teeuwen ·
6: Jeannette Lewin ·
7: Hanneke Smabers ·
8: Harriet Dijsselhof-Groten ·
9: Wietske de Ruiter ·
10: Ellen Dubbeldam-Kuipers ·
11: Ingrid Appels · 12: Florentine Steenberghe · 13: Noor Holsboer (C) · 14: Mijntje Donners · 15: Frederiek Grijpma · 16: Suzan van der Wielen · Coach: Tom van 't Hek
Carina Benninga · 
Carina Bleeker · 
Annemieke Fokke · 
Noor Holsboer · 
Danielle Koenen · 
Helen Lejeune-van der Ben · 
Jeannette Lewin · 
Caroline van Nieuwenhuyze-Leenders · 
Martine Ohr · 
Wietske de Ruiter · 
Florentine Steenberghe · 
Carole Thate · 
Jacqueline Toxopeus · 
Cécile Vinke · 
Ingrid Wolff · 
Mieketine Wouters ·
Coach: Roelant Oltmans
1: Jacqueline Toxopeus (GK) ·
2: Carina Bleeker (GK) ·
3: Caroline van Nieuwenhuyze-Leenders ·
4: Annemieke Fokke ·
6: Lisanne Lejeune ·
7: Carina Benninga ·
8: Danielle Koenen ·
9: Ingrid Wolff ·
11: Ingrid Appels ·
13: Noor Holsboer ·
14: Florentine Steenberghe · 15: Carole Thate (C) · 16: Wietske de Ruiter · 17: Isabel van Zenderen · 18: Helen Lejeune · 16: Mieketine Wouters · Coach: Roelant Oltmans
Willemien Aardenburg · 
Carina Benninga · 
Det de Beus · 
Marjolein Bolhuis-Eijsvogel · 
Yvonne Buter · 
Marieke van Doorn · 
Annemieke Fokke · 
Noor Holsboer · 
Lisanne Lejeune · 
Helen Lejeune-van der Ben · 
Aletta van Manen · 
Anneloes Nieuwenhuizen · 
Martine Ohr · 
Sophie von Weiler · 
Laurien Willemse · 
Ingrid Wolff ·
Coach: Gijs van Heumen
1: Bernadette de Beus (GK) ·
2: Yvonne Buter (GK) ·
3: Terry Sibbing ·
4: Laurien Willemse ·
5: Marjolein Eijsvogel (C) ·
6: Lisanne Lejeune ·
7: Marjolein de Leeuw ·
8: Sandra Le Poole ·
9: Elsemieke Hillen ·
10: Marieke van Doorn ·
11: Sophie von Weiler · 12: Aletta van Manen · 13: Ingrid Wolff · 14: Helen van der Ben · 15: Martine Ohr · 16: Anneloes Nieuwenhuizen · Coach: Gijs van Heumen
Carina Benninga · 
Det de Beus · 
Fieke Boekhorst · 
Marjolein Bolhuis-Eijsvogel · 
Marieke van Doorn · 
Irene Hendriks · 
Elsemiek Hillen · 
Aletta van Manen · 
Anneloes Nieuwenhuizen · 
Martine Ohr · 
Sandra Le Poole · 
Alette Pos · 
Lisette Sevens · 
Sophie von Weiler · 
Laurien Willemse · 
Margriet Zegers · 
Coach: Gijs van Heumen
1: Alette Pos (GK) ·
2: Monique Broere (GK) ·
3: Margriet Zegers ·
4: Aletta van Manen ·
5: Marjolein Eijsvogel ·
6: Josephine Boekhorst ·
7: Yvon Hoogeweegen ·
8: Sandra Le Poole ·
9: Elsemieke Hillen ·
10: Marieke van Doorn ·
11: Martine Ohr · 12: Annelies Kaptein · 13: Irene Hendriks · 14: Lisette Sevens (C) · 15: Carina Benninga · 16: Eveline Kuik · Coach: Gijs van Heumen
1: Bernadette de Beus (GK) ·
2: Toos Bax ·
3: Margriet Zegers ·
4: Margriet Bleijerveld ·
5: Marjolein Bolhuis-Eijsvogel (C) ·
6: Fieke Boekhorst ·
7: Anneke Bax ·
8: Sandra Le Poole ·
9: Elsemieke Hillen ·
11: Sophie von Weiler ·
12: Annelies Kaptein · 13: Irene Hendriks · 14: Lisette Sevens · 15: Wieb Ramaer · 16: José Poelmans · 17: Madelon Belien · Coach: Gijs van Heumen
1: Bernadette de Beus (GK) ·
2: Toos Bax ·
3: Suzan Bekkers ·
4: Margriet Bleijerveld ·
5: Maria Fikkers ·
6: Fieke Boekhorst ·
7: Anneke Bax ·
8: Sandra Le Poole ·
9: Elsemieke Hillen ·
10: Jolien Mahler ·
11: Sophie von Weiler · 12: Cathy Woudenberg-Schroder · 13: Irene Hendriks · 14: Lisette Sevens (C) · 17: Madelon Beliën · 18: Nel van Kollenburg · Coach: Huib Timmermans
2: Toos Bax ·
3: Suzan Bekkers ·
4: Gonneke Doyer ·
5: Maria Fikkers ·
6: Joke Dragt ·
7: Anneke Bax ·
8: Marjolein Gouka ·
9: Marja Hagemans ·
10: Marlies Jansen ·
11: Nicole von Lierop ·
12: Cathy Woudenberg-Schröder · 14: Lisette Sevens (C) · 16: José Poelmans · 18: Nel van Kollenburg · 19: Mieke Groen · Coach: Riet Küper
2: Toos Bax ·
3: Suzan Bekker ·
4: Cora de Grooth ·
5: Debbie Kreft ·
7: Anneke Bax ·
8: Helma Hoegen ·
9: Marja Hagemans ·
10: Wilma Koopmann ·
11: Nicole van Lierop ·
14: Lisette Sevens (C) ·
16: José Poelmans · 18: Nel van Kollenburg · 19: Loes Leurs · 20: Marjo van Straten · 21: Tanja van Oosterhout · Coach: Jo Jurissen

## Spelersrecords

### Meeste interlands[8]
|    | Naam                   | Positie        | Jaren      | Interlands | Doelpunten |
| -- | ---------------------- | -------------- | ---------- | ---------- | ---------- |
| 1  | Minke Smabers          | middenveldster | 1997-2010  | 312        | 23         |
| 2  | Eva de Goede           | middenveldster | 2006-2024  | 266        | 34         |
| 3  | Margot van Geffen      | verdedigster   | 2011-2024  | 265        | 17         |
| 4  | Fatima Moreira de Melo | aanvalster     | 1997-2008  | 258        | 35         |
| 5  | Lidewij Welten         | aanvalster     | 2008-2023  | 247        | 95         |
| 6  | Mijntje Donners        | aanvalster     | 1993-2004  | 235        | 96         |
| 6  | Maartje Paumen         | verdedigster   | 2004-2016  | 235        | 195        |
| 8  | Ellen Hoog             | aanvalster     | 2004-2016  | 233        | 60         |
| 9  | Xan de Waard           | middenveldster | 2013-heden | 231        | 22         |
| 10 | Naomi van As           | aanvalster     | 2003-2016  | 229        | 45         |

Laatst bijgewerkt: 17 augustus 2025

### Meeste doelpunten

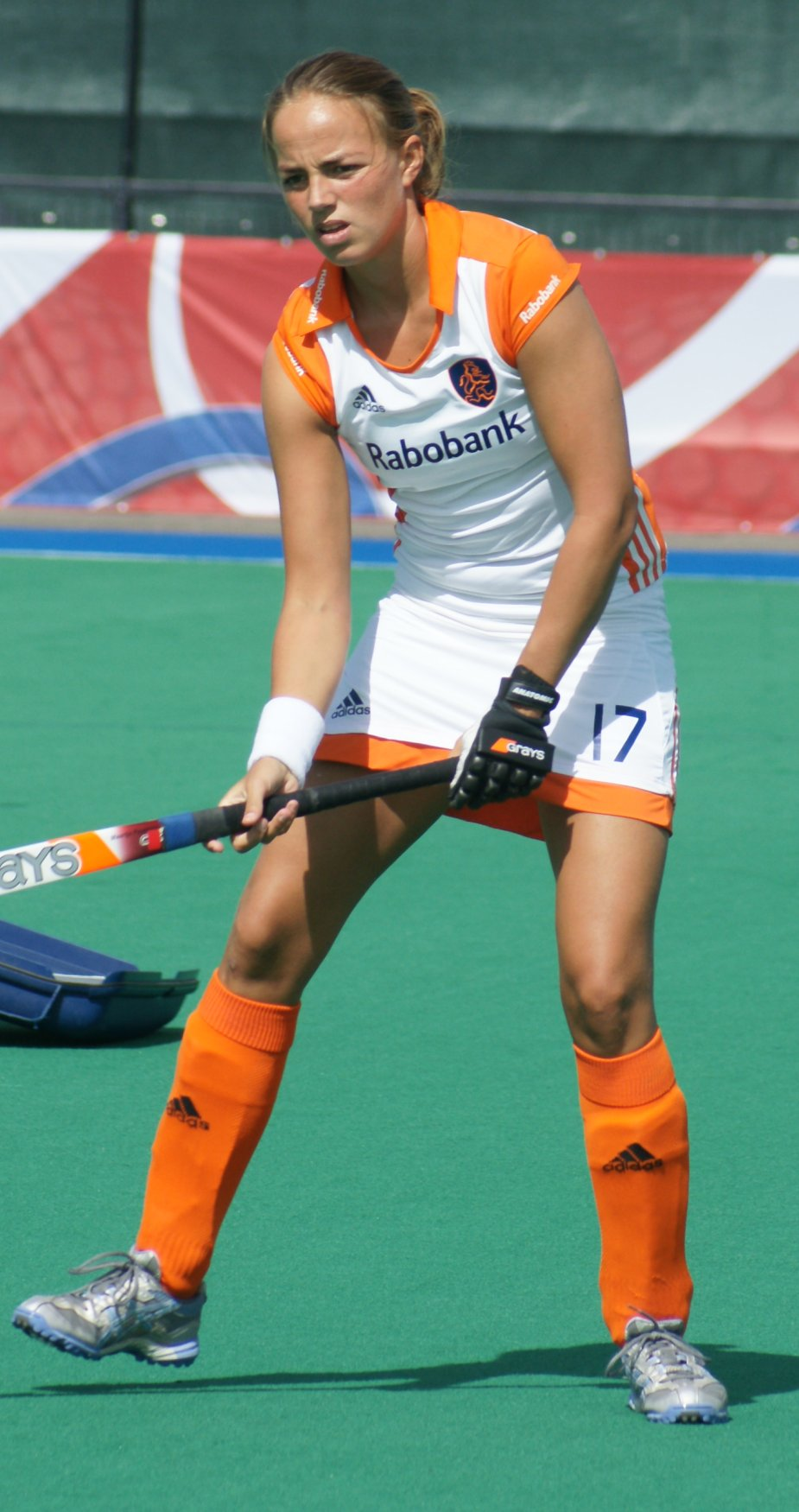
Maartje Paumen maakte voor Nederland de meeste doelpunten

|    | Naam              | Positie        | Jaren      | Doelpunten | Interlands | Doelpunt/interland |
| -- | ----------------- | -------------- | ---------- | ---------- | ---------- | ------------------ |
| 1  | Maartje Paumen    | verdedigster   | 2004-2016  | 195        | 235        | 0,82               |
| 2  | Fieke Boekhorst   | verdedigster   | 1978-1985  | 128        | 116        | 1,10               |
| 3  | Kim Lammers       | aanvalster     | 2002-2014  | 123        | 200        | 0,62               |
| 4  | Frédérique Matla  | aanvalster     | 2017-heden | 110        | 157        | 0,70               |
| 5  | Wietske de Ruiter | aanvalster     | 1989-1996  | 97         | 135        | 0,72               |
| 6  | Mijntje Donners   | aanvalster     | 1994-2004  | 96         | 235        | 0,41               |
| 6  | Yibbi Jansen      | middenveldster | 2018-heden | 96         | 99         | 0,97               |
| 8  | Lidewij Welten    | aanvalster     | 2008-2023  | 95         | 247        | 0,38               |
| 9  | Lisanne Lejeune   | verdedigster   | 1984-1994  | 92         | 96         | 0,96               |
| 10 | Sophie von Weiler | aanvalster     | 1978-1988  | 84         | 154        | 0,54               |
| 10 | Ageeth Boomgaardt | verdedigster   | 1993-2004  | 84         | 195        | 0,43               |

Laatst bijgewerkt: 15 augustus 2025

### Bondscoaches sinds 1965
- 1965-1974 - Jo Jurissen
- 1975-1977 - Riet Küper
- 1977-1980 - Huib Timmermans
- 1980-1989 - Gijs van Heumen
- 1989-1993 - Roelant Oltmans
- 1993-1994 - Bert Wentink
- 1994-2000 - Tom van 't Hek
- 2001-2008 - Marc Lammers
- 2008-2010 - Herman Kruis
- 2010-2014 - Max Caldas
- 2014-2015 - Sjoerd Marijne
- 2015-2022 - Alyson Annan
- 2022      - Jamilon Mülders (ad interim)
- 2022-2024 - Paul van Ass
- 2024-heden - Raoul Ehren